# Иоанн (Снегурский)
Иоанн Снегурский (пол. Jan Śnigurski; 18 мая 1784, село Берестяны — 4 сентября 1847, Перемышль) — епископ перемышльской грекокатолической епархии, религиозный и политический деятель Галицкой Руси.

## Биография
Родился в селе Берестяны (сейчас Самборский район, Львовская область). В 1800 году окончил гимназию в Самборе.
Посещал науки богословия в венской семинарии Барбареум, изучал теологию в Венском университете и Львовском университете. Рукоположен в иереи в 1808 г. Епископом Левицким привлечен к труду в пользу народа, поступив в основанное в 1816 г. просветительное Общество.
После вступления на владычный престол 1818 г., Снегурский основал в Перемышле институт дьяко-учителей для противодействия полонизации русского народа посредством польской народной школы. Держа своё духовенство в строгой дисциплине, епископ Снегурский был при том для него снисходительным и не обращался с ним так грубо, как митрополит Левицкий. Он приказывал совершать богослужение точно по уставу, держать проповеди и обучать народ катехизису.
Поскольку музыка в латинском костеле привлекала униатов, Снегурский решился в 1829 г. (по совету своего капеляна и профессора богословия, Иосифа Левицкого) ввести в богослужение нотное пение, и в той цели выписал из Петербурга творения Дмитрия Бортнянского. Таким образом, Снегурский положил начало не только церковной, но и вообще русской музыке в Галиции. Из его школы вышли первые галицко-русские музыканты и композиторы.
Снегурский учредил в 1829 году типографию в Перемышле, которую он подарил собору крылошан. На всю австро-угорскую Русь была до 1829 года лишь одна типография Ставропигийского института во Львове. Перемышльская типография стала с 1829 г. издавать буквари, молитвословы, катехизисы, литургиконы, требники и проч.
Чтобы воспитать себе хороших священников, Снегурский постарался у правительства о переведении семинаристов своей епархии четвертого года богословия из Львова в Перемышль, для которых устроил при своей епископской столице духовную семинарию. Теперь будущие священники епархии оставались один год под его руководством. Он настаивал на том, чтобы они в последнем году своих семннарских наук изучили церковно-славянский язык и вверил преподавание этого предмета сначала Иоанну Лавровскому, а после Антонию Добрянскому. Они учили вначале по грамматике Мразовича, пока Добрянский в 1837 г. не издал свою Грамматику церковно-славянского языка на польском языке.
Снегурский поддерживал молодого Якова Головацкого, занимавшегося русской словесностью, он первым из униатских иерархов стал постоянно употреблять в разговоре русскую речь и наклонял священников, чтобы те говорили в церкви к народу по-русски, в чем однако встречал сопротивление, ибо священники привыкли к польскому языку.
Снегурский представляет своей личностью, после Льва Шептицкого и Петра Белянского, первую яснейшую зарю на галицком небосклоне. Он провосходил первых национальным сознанием и определенностью задуманных целей, практичностью ума и самопожертвованием. Он жил в труднейших обстоятельствах, ибо полонизация пригнетала тогда тяжким бременем галицкую Русь и правительство было противно всякому русскому движению. Несмотря на это, Снегурский положил основание национальному возрождению галицкой Руси и уже при нем заметна была русская умственная жнзнь.